# Neolithodes diomedeae
Neolithodes diomedeae — вид ракоподібних родини Lithodidae.

## Поширення
Вид поширений в східній частині Тихого океану, в південно-західній частині Атлантичного океану, а також в морях Беллінсгаузена і Скоша в Південному океані.

## Спосіб життя
Живиться органічними рештками і падаллю.